# Réserve de biodiversité des Méandres-de-la-Taitaipenistouc
La réserve de biodiversité des Méandres-de-la-Taitaipenistouc est une réserve de biodiversité du Québec située dans la municipalité régionale de comté de Sept-Rivières. Cette aire protégée de 327 km2 a pour objectif de protéger un échantillon de la province naturelle du Labrador Central. Elle a été créée le 13 mars 2019 et est administrée par le ministère de l'Environnement et de la Lutte contre les changements climatiques.

## Localisation
La réserve de biodiversité des Méandres-de-la-Taitaipenistouc est située dans le territoire non organisé de Rivière-Nipissis. Elle est située à 117 km au sud-est de Fermont et à 161 km au nord-est de Sept-Îles. Lors de sa mise en réserve en 2003, la réserve de biodiversité projetée avait une superficie de 278 km2. À la suite des consultations, ses limites ont été réajustées à 326,53 km2 dans le but d'optimiser la protection. L'emprise de la ligne de transport électrique Montagnais-Normand de 315 kV a été exclue de la réserve.